# Észt márka
Az észt márka (észtül: Eesti mark) Észtország egykori pénzneme volt, melyet a függetlenség elnyerése után, 1919-ben vezettek be, és 1927-ig használtak. Kezdetben a német papírmárkával volt egyenértékű, mely a német megszállás óta együtt forgott a szovjet-orosz rubellel. 1928-ban az észt koronát vezették be helyette 1 korona = 100 márka arányban.